# Varunella
Varunella is een mosdiertjesgeslacht waarvan de plaatsing in een familie nog onzeker is. De wetenschappelijke naam van het geslacht is voor het eerst geldig gepubliceerd in 1974 door Wiebach.

## Soorten
- Varunella coronifera Wiebach, 1974
- Varunella gemmata Wiebach, 1976
- Varunella indorana Wiebach, 1974